# Gustav Rados
Gustav Rados, também Gusztáv Rados, (Peste, Hungria, 22 de fevereiro de 1862 – Budapeste, 1 de novembro de 1942) foi um matemático húngaro.
Rados estudou matemática de 1879 a 1883 em Budapeste. Em 1884/1885 estudou em Leipzig com Felix Klein.
Foi palestrante do Congresso Internacional de Matemáticos em Zurique em 1897 e em Roma em 1908.
Em 1894 foi eleito membro correspondente e em 1907 membro pleno da Academia de Ciências da Hungria.